# Calderara di Reno
Calderara di Reno – miejscowość i gmina we Włoszech, w regionie Emilia-Romania, w prowincji Bolonia.
Według danych na styczeń 2009 gminę zamieszkiwało 13 035 osób przy gęstości zaludnienia 316 os./1 km².